# Reality Show – Ahnungslos berühmt
Reality Show – Ahnungslos berühmt (Originaltitel Reality Show) ist eine US-amerikanische Comedy-Serie, die in Deutschland (Erstausstrahlung: 9. Juni 2013) beim Fernsehsender Comedy Central zu sehen ist. Die 10 Folgen der Serie liefen in den USA im Jahr 2012.

## Handlung
Die Serie ist ein Mockumentary um den Produzenten Mickey Wagner, der das Reality-TV revolutionieren möchte. Bei seiner neuen Show sollen in einer willkürlich ausgewählten Familie heimlich Kameras in deren Haus versteckt werden. Doch schnell tut sich ein Problem auf: Die Familie Warwick ist langweilig. Um die Show zu retten, sorgen Mitarbeiter, Schauspieler und Pornodarsteller dafür, dass etwas passiert. Der Familienvater Dennis wird entlassen und findet keinen neuen Job, die Mutter Katherine betrügt Dennis mit einem Pornodarsteller, und die Tochter Amy fängt an, Alkohol und Drogen zu konsumieren. Die Familie zerfällt endgültig, als Dennis versehentlich den Hund der Warwicks überfährt. Amy verlässt das Zuhause und überfährt alkoholisiert eine Schwangere und tötet diese. Als Dennis seine Tochter im Gefängnis besuchen will, findet er sie erhängt in der Zelle vor. Unter Schock fährt er nach Hause, um seiner Frau davon zu berichten, die er dort allerdings bei einem Seitensprung erwischt. Dennis läuft Amok und tötet seine Frau und deren Liebhaber. Dieser verrät ihm jedoch vor seinem Tod noch, dass Dennis der Mittelpunkt der Reality Show ist. Dennis spürt Mickey Wagner auf. Nach einer Verfolgungsjagd wird Dennis schließlich von der Polizei erschossen.
Mickey Wagners Comeback ist trotzdem geglückt und er wird als Revolutionär des Fernsehens bezeichnet. Der tragische Tod der Warwicks wird von den Medien, welche Wagner feiern, als notwendig betrachtet und für die Show, welche Millionen unterhält, gerechtfertigt.

## Charaktere
- Mickey Wagner ist Fernsehproduzent zahlreicher berühmt-berüchtigter Reality-Shows. Er fällt bei dem  Sender in Ungnade, als ein Kandidat in einer seiner Shows live an einem Herzinfarkt stirbt. Um sein Image wieder aufzupolieren, will Mickey nun das Reality-TV-Format revolutionieren, indem er eine willkürlich ausgewählte Familie unter permanente Beobachtung stellt.
- Dennis Warwick ist das Familienoberhaupt der Warwicks. Bis Episode 7 war er Buchhalter. Er wurde jedoch gefeuert, da das Team um Mickey seinen Computer manipulierte um Buchhaltungsfehler zu erzeugen. Das Team versuchte zudem, Dennis zum Ehebruch zu verleiten, in dem mehrere Schauspielerinnen auf ihn angesetzt wurden, doch allesamt scheiterten. Nachdem seine Tochter Amy Suizid begangen hat und er seine Frau in Flagranti erwischt, läuft er Amok und tötet seine Frau und deren Liebhaber, der ihm aber vorher alles über die Show erzählt. Als Dennis die Kameras findet dreht er durch und will Mickey töten. Nach einer Verfolgungsjagd kann er ihn stellen. Aber als Dennis die Waffe abdrücken will, wird er von der Polizei erschossen.
- Katherine Warwick ist die Ehefrau von Dennis Warwick. bevor sie Mutter wurde, war sie als Lehrerin tätig. Seit Amys Geburt ist sie als Hausfrau tätig. Nachdem ihr Ehemann sich nicht von den Schauspielerinnen zu außerehelichem Sex bringen lässt, setzt Mickey auf sie einen Pornodarsteller an (für Katherine ein Masseur aus einem Spa, Chad). Diesem gelingt es Katherine zu verführen. Nachdem sie Dennis aus dem gemeinsamen Haus geworfen hat, holt sie Chad zu sich. Dennis, der sie von dem Tod ihrer Tochter unterrichten will, erwischt die beiden während des Geschlechtsverkehrs und schlägt sie mit einem Schürhaken nieder. Bevor Dennis sie erschießt, eröffnet er ihr, dass Amy tot ist.
- Amy Warwick  ist die Tochter von Katherine und Dennis Warwick. Zu Beginn der Serie wird sie als Musterschülerin gezeigt, welche eine Zulassung für die Harvard University bekommt. Sie hat einen festen Freund, Mike, mit dem sie erst nach der Hochzeit Sex haben will. Mike aber wird von Mickey mit ihrer besten Freundin Stacey per manipulierten SMS verkuppelt. Gesteuert von Mickey erwischt Amy die beiden und beendet daraufhin die Beziehung zu Mike und die Freundschaft zu Stacy. Mickey castet für Amy eine neue Freundin, Yvonne. Die Freundschaft entwickelt sich, da Yvonne der leichtgläubigen Amy weismachen kann, dass ihr dasselbe wie Amy widerfahren wäre. Yvonne zieht Amy beabsichtigt auf die schiefe Bahn. Daraufhin lässt Amys Leistung in der Schule nach und sie beginnt Alkohol und Drogen zu konsumieren. Als Amy von ihren Eltern die Kreditkarte und das Auto abgenommen bekommt, kann Yvonne sie zu Nacktfotos überreden, um an Geld zu kommen. In der letzten Folge platzt Mike in eine Party auf der sie an einen Fremden ihre Jungfräulichkeit verliert und konfrontiert die 16-Jährige mit den Nacktfotos. Als sie die Party verlässt, überfährt sie betrunken und unter Drogen stehend eine Schwangere, wird daraufhin von der Polizei festgenommen und erhängt sich in ihrer Verzweiflung in der Gefängniszelle.
- Yvonne  ist die neue beste Freundin von Amy. Sie wird von Mickey gecastet und gezielt eingeschleust, um das Leben der Warwicks für das Fernsehpublikum interessanter zu gestalten.

## Darsteller
- Adam Rifkin als Mickey Wagner
- Scott Anderson als Dennis Warwick
- Kelley Menighan Hensley als Katherine Warwick
- Monika Tilling als Amy Warwick
- Margaret Savinar als Yvonne
- Barrett James als Chad